# Satèl·lit de comunicacions

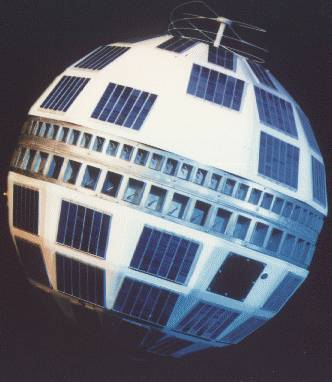
El 10 de juliol de 1962 es va llançar el Telstar, primer satèl·lit de telecomunicacions.

Els  satèl·lits artificials de comunicacions  són un mitjà molt apte per emetre senyals de ràdio en zones àmplies o poc desenvolupades, ja que poden utilitzar-se com enormes antenes suspeses del cel. Atès que no hi ha problema de visió directa es solen utilitzar freqüències elevades en el rang dels GHz que són més immunes a les interferències, a més, l'elevada direccionalitat de les ones a aquestes freqüències permet "donar a llum" zones concretes de la Terra. Molts satèl·lits de comunicacions es troben en òrbita geoestacionària a 35,900 km per sobre de l'equador, llavors semblen estar sempre al mateix punt del cel. D’aquesta forma, les antenes de les estacions terrestres apunten permanentment a les mateixes coordenades i no s’han de moure per seguir el satèl·lit. D’altres, formen constel·lacions de satèl·lits en òrbita terrestre baixa on les antenes han de seguir-ne les posicions i van canviant de l’un a l’altre sovint. El primer satèl·lit de comunicacions actiu, el Telstar 1, es va posar en òrbita el 1962.

## Orígens
L'any 1869 trobem la primera història coneguda que parla d'un satèl·lit artificial, concretament, un satèl·lit de navegació. Es tracta d'una novel·la de ciència-ficció titulada The Brick Moon (La lluna de maó), escrita per l'estatunidenc Edward Everett Hale i publicada a la revista The Atlantic Monthly. També és considerada la primera exposició literària d'una estació espacial tripulada.
Anys després, en1929, Hermann Potocnik publica el llibre Das Problem der Befahrung des Weltraums. Der Raketenmotor (El problema dels viatges espacials. El motor de coet.) sota el pseudònim de Hermann Noordung. En aquest llibre es planteja per primera vegada el fonament de les comunicacions via satèl·lit. Potocnik descriu amb detall una nau espacial i en calcula l'òrbita fent que romangui contínuament sobre el mateix punt de l'equador, el que ara anomenem òrbita geoestacionària. Pel que fa a l'altura sobre el nivell del mar de l'òrbita, Potocnik estima al seu escrit 35.900 km i una velocitat tangencial de rotació de la nau de 3.080 m/s.
Febrer de 1945, Arthur Charles Clarke publica la primera referència als satèl·lits geoestacionaris anomenats com a tal en una carta: Peacetime Uses for V2 (usos en època de pau pel V2), publicada a la revista Wireless World. Planteja què és un satèl·lit artificial i com col·locat a una distància apropiada pot donar una volta sencera a la Terra en 24 hores. Llavors, tres d'aquests satèl·lits poden ser observats des d'estacions terrestres i donar cobertura de televisió i microones a tot el planeta. L'octubre d'aquell mateix any, Clarke torna a publicar a la revista Wireless World. En aquest cas, és un article titulat Extra-terrestrial Relays (Retransmissions extraterrestres) on descriu i analitza l'òrbita geoestacionària per retransmissions de ràdio globals. Aquesta vegada, parla d'un satèl·lit amb un equip de transmissió i recepció que el fa actuar com un repetidor que retransmet informació entre dos punts dins del mateix hemisferi de la Terra. Perquè arribi el senyal de ràdio, ha d'haver-hi una antena directiva a cadascun dels punts que es volen connectar per tal de no requerir tanta potència. Arran d'aquests escrits, Arthur C. Clarke és anomenat l'inventor del concepte de satèl·lit de comunicacions i el terme Clarke Belt (Cinturó Clarke) es fa servir per descriure l'òrbita.
Sputnik 1 és el primer satèl·lit artificial posat en òrbita el 4 d'octubre de 1957 per la Unió Soviètica. Els seus desenvolupadors, els quals es van basar en el treball de Konstantin Tsiolkovsky, són Mikhail Tikhonravov i Sergei Korolev. El Sputnik 1 incorpora un transmissor de ràdio que funciona amb dues freqüències de 20.005 i 40.002 MHz, el que serien 7 i 15 metres de longitud d'ona. Pel que fa a la seva funció, no pretén retransmetre informació d'un punt a un altre, sinó estudiar les propietats de la distribució de les ones de ràdio a la ionosfera. El seu llançament és un pas molt important en l'exploració de l'espai, el desenvolupament de coets i marca l'inici de l'anomenada Space Age (Era de l'espai).

### Primers experiments amb satèl·lits actius i passius
Existeixen dos tipus principals de satèl·lits de comunicació: passius i actius. Els primers es limiten a reflectir el senyal de la font cap al rebedor. En aquest tipus de satèl·lits, no s'amplifica el senyal i només una petita quantitat de l'energia retransmesa arriba a l'altra antena. Com es troben tan allunyats del planeta, el senyal de ràdio es veu perjudicat per la pèrdua de trajecte a l'espai lliure i, per tant, el senyal que arriba a la Terra és molt dèbil. Van ser els primers a utilitzar-se, però ara ja quasi no es fan servir. D'altra banda, els satèl·lits actius sí amplifiquen el senyal rebut abans de retransmetre'l a l'antena de l'estació terrestre.
Les investigacions dins l'àmbit de la recopilació d'intel·ligència elèctrica al Laboratori de Recerca Naval dels Estats Units el 1951 deriven en el projecte Communication Moon Relay (Retransmissió lunar de comunicació). L'objectiu d'aquest projecte és crear el circuit de comunicació més llarg de la història amb la lluna actuant com un retransmissor passiu. Sorgeix per l'interès militar d'assegurar una línia fiable de comunicacions per a complir amb les necessitats tàctiques. S'inaugura i es posa en producció oficial el gener de 1960, després de la primera comunicació transoceànica entre Washington, D.C. i Hawaii el 23 de gener de 1956.
El primer satèl·lit construït amb la idea de retransmetre comunicacions és Project SCORE. Dirigit per l'Agència d'Investigacions de Projectes Avançats de Defensa i enviat a l'espai el 18 de desembre de 1958, utilitza un magnetòfon per enviar, rebre, guardar i retransmetre missatges. A Nadal, el president dels Estats Units Dwight D. Eisenhower envia un missatge felicitant a tot el món. El satèl·lit també retransmet en directe diverses vegades fins que les bateries no recarregables s'esgoten el 30 de desembre del mateix any després de vuit hores de funcionament.
El següent projecte de l'ARPA es posa en òrbita el 4 d'octubre de 1960 amb el nom Courier 1B. El seu propòsit és establir una xarxa global de comunicacions militars fent servir satèl·lits amb "repetidors retardats", és a dir, satèl·lits que reben informació i la guarden fins que els comanden la retransmissió. Un error del sistema de comandament va tallar les comunicacions dissets dies després de la seva posada en marxa.
Al mateix any, el 12 d'agost, NASA posa en òrbita Echo 1, el primer satèl·lit artificial utilitzat per retransmissions passives. Es tracta d'un experiment per determinar la viabilitat de la retransmissió global de senyals de telèfon, ràdio i televisió. Està format per un globus satèl·lit que fa de reflector passiu de microones. Els senyals arriben des d'un punt de la Terra, reboten al satèl·lit i es dirigeixen cap a un altre punt terrestre.

### Més experiments i primeres vegades
Telstar és el primer satèl·lit actiu comercial de retransmissió directa, també considerat el primer a fer retransmissions transatlàntiques de senyals de televisió. Pertany a AT&T i forma part del pacte pel desenvolupament de satèl·lits de comunicació juntament amb Bell Telephone Laboratories, NASA, The British General Post Office i la French National PTT. Al 10 de juliol de 1962, es posa en òrbita sent el primer llançament espacial amb patrocinament privat.
Ara, un antecedent directe dels satèl·lits geoestacionaris és el Syncom 2 de la Hughes Aircraft Company, llançat a l'espai el 26 de juliol de 1963. Es tracta del primer satèl·lit de comunicacions establert en una òrbita geosíncrona. Fa una volta completa a la Terra cada 24 hores a velocitat constant i, al mateix temps, es desplaça amb un moviment nord-sud. A causa d'aquest últim moviment, es necessita equipament especial per seguir-lo. El seu successor, el Syncom 3, és llençat el 19 de juliol de 1964 i acaba sent el primer satèl·lit de comunicacions geoestacionari perquè li programen una òrbita geosíncrona, però sense el moviment nord-sud.
Un altre experiment de retransmissió passiva destinat a usos militars és el Projecte West Ford dirigit pel Laboratori Lincoln del Massachusetts Institute of Technology (MIT). Malgrat una fallada inicial en 1961, s'aconsegueix dispersar 350 milions d'antenes dipol de coure per generar un cinturó reflectant massiu el 9 de maig de 1963. Tot i que poc més de la meitat dels dipols acaben separats correctament, l'experiment és un èxit i assoleix comunicar utilitzant freqüències SHF de banda X.
Una extensió directa dels experiments del Project West Ford és el programa Lincoln Experimental Satellite, també dirigit pel Laboratori Lincoln en nom del Departament de Defensa dels Estats Units. El satèl·lit actiu de comunicacions LES-1 és llençat l'11 de febrer de 1965 per explorar la viabilitat de les comunicacions militars de llarg abast amb bandes X en estat sòlid. Un total de nou satèl·lits són posats en òrbita entre 1965 i 1976 com a part del projecte.

### Projectes de satèl·lits comercials internacionals
La Communications Satellite Corporation (COMSAT) neix el 1962 als Estats Units com una empresa privada subjecta a les polítiques nacionals del govern dels EUA. Durant els pròxims dos anys, diverses negociacions internacionals arriben als Acords Intelsat, els quals porten al llançament d'Intelsat 1. Conegut també amb el nom d'Early Bird, es converteix en el primer satèl·lit de comunicacions comercial establert en una òrbita geosíncrona. Els següents llançaments d'Intelsat al llarg de la dècada dels seixanta proporcionen serveis de vídeo, àudio i dades a vaixells, gràcies a l'Intelsat 2 (1966-67), i una xarxa global de comunicacions completa amb l'Intelsat 3 (1969-70). Els anys vuitanta comporten una expansió significativa de la capacitat dels satèl·lits comercials i Intelsat entra a la indústria competitiva de les telecomunicacions privades. El seu principal competidor és l'empresa PanAmSat, però el 2005 aquesta deixa de ser-ho quan al 2005 és comprada per Intelsat.
Quan es llença Intelsat, els Estats Units són l'única font de llançament de satèl·lits tret de la Unió Soviètica, els quals no participen en els Acords Intelsat. La Unió Soviètica posa en òrbita el seu primer satèl·lit de comunicacions el 23 d'abril de 1965 com a part del programa Molniya. És un programa únic, ja que utilitza allò que ara coneixem com òrbita Molniya, basada en una òrbita altament el·líptica amb dos alts apogeus diaris per sobre de l'hemisferi nord. Aquesta òrbita permet al satèl·lit estar més temps sobre el territori rus i canadenc amb altures superiors a les òrbites geoestacionàries de l'equador.

## Aplicacions

### Telefonia
La primera aplicació dels satèl·lits de comunicació va ser la telefonia intercontinental de llarga distància. La xarxa telefònica commutada (XTC) transmet les trucades de telèfon fix (línia per cable) a estacions terrestres, les quals transmeten aquestes trucades a un satèl·lit geoestacionari. Més endavant, a finals del segle xx, les millores dels cables de comunicació submarina a través de l'ús de cables de fibra òptica van desembocar en un descens considerable dels satèl·lits per telefonia fix.
Tot i això, els satèl·lits de comunicacions encara tenen aplicacions en la telefonia. En illes remotes com l'Illa de l'Ascensió, Santa Helena, Diego Garcia i l'Illa de Pasqua es necessiten serveis de telefonia per satèl·lit, ja que no tenen xarxa de cables submarins. També hi ha regions en alguns continents on les telecomunicacions per cable són escasses o gairebé inexistents. Per exemple, grans regions de Sud Amèrica, Àfrica, Canadà, Xina i Austràlia. Una altra part del món on els satèl·lits proporcionen comunicació telefònica és l'Antàrtida i Groenlàndia. A més, aquest sistema de telefonia es fa servir per pesca marítima, com a recurs per hospitals i per ús militar i lúdic.
El sistema de telefonia per satèl·lit es pot establir de diverses maneres. Habitualment, hi ha un sistema local de telèfon en una àrea aïllada que connecta amb un sistema telefònic d'una àrea principal. D'altra banda, trobem serveis que connecten senyals de ràdio al sistema telefònic. Els telèfons per satèl·lit connecten directament amb una constel·lació, sigui de satèl·lits geoestacionaris o d'òrbita baixa terrestre. Una vegada arriba el senyal a la constel·lació, es transmet a un port de telecomunicacions connectat a la XTC.

### Televisió
La primera vegada que es va retransmetre un programa de televisió va ser el 23 de juliol de 1962, entre Europa i Amèrica, fent servir el satèl·lit Telstar. A partir d'aquest programa, va començar la comunicació regular mitjançant aquest medi de retransmissió, el qual superava el límit de cobertura dels senyals hertzianes que es feien servir fins al moment (150 quilòmetres des del punt de retransmissió).
En 1977, les companyies de telèfon europees van fundar Eutelsat, una empresa amb sede a França que tenia com a objectiu crear un sistema europeu de telecomunicacions via satèl·lit. És a dir, eren responsables de la construcció i l’explotació de satèl·lits comercials. Va ser el 1983 que va començar a funcionar el primer satèl·lit d’Eutelsat, anomenat Ecs1. No només oferia serveis de televisió, però una vegada en òrbita, es van adonar que el servei més demandat era la retransmissió d’aquests senyals per alimentar les xarxes de televisió per cable.
Referent al desenvolupament d'un altre tipus de sistema, la Recepció directa per al teleespectador (DBS), va començar d'igual manera als anys setanta. Aquest tipus de retransmissió distribueix senyals preparats per ser captats des de terminals de petit diàmetre sobre una àrea extensa, permetent al satèl·lit una difusió directa amb terminals d'usuari. Com a referent europeu, tenim el programa H-sat i el seu successor L-sat de l'Agència Espacial Europea (ESA). El propòsit dels programes anteriors era experimentar l'impacte de la televisió directa per satèl·lit per sobre dels sistemes tradicionals i valorar les seves conseqüències polítiques i culturals abans d'apostar definitivament pel mètode. No va ser fins al 1977 que es van establir les regles per a la utilització de satèl·lits de difusió directa. A cada país, es va garantir l'accés a aquesta televisió, una determinada posició orbital sobre el territori i una freqüència necessària per retransmetre cinc canals de televisió de difusió estrictament nacional.
França i Alemanya van construir i comercialitzar els sistemes DBS, TDF i TV-SAT, els quals van entrar en ple funcionament a finals dels anys vuitanta. L'any 1987, Alemanya va posar en òrbita el primer satèl·lit europeu de televisió en directe, però no va poder retransmetre per culpa d'una fallada tècnica. A l'última dècada del segle xx, els països on disposaven d'una gran quantitat de canals per cable, tenien un nombre escàs d'antenes de recepció directa. A Espanya, igual que a França i Itàlia, la desregularització de la televisió per cable va comportar un gran nombre de canals de recepció gratuïta.
Les lleis espanyoles de telecomunicacions per satèl·lit es van començar a regular amb la Ley de Ordenación de las Telecomunicaciones i la Ley 35/1992 del 22 de desembre de 1992, la qual va ser substituïda posteriorment per la Ley 37/1995. Segons aquesta última llei de 1995 i fins a l'actualitat, no és necessària cap concessió administrativa, sinó una autorització del Ministerio de Fomento per poder prestar aquests serveis televisius per satèl·lit.

### Radio
Article principal: Radio per satèl·lit
La ràdio per satèl·lit ofereix serveis de retransmissions d'àudio a escala nacional i internacional. Ho fa a través d'una àrea geogràfica més ampla que les estacions terrestres i té una qualitat d'àudio significativament millor, similar a la del CD. Habitualment, és una subscripció sense anuncis comercials que s'estén per tot el país. Funciona mitjançant la transmissió dels senyals de ràdio als satèl·lits des de les estacions terrestres, els quals s'encarreguen de retransmetre aquests senyals a receptors de ràdio particulars. Quan arriben als receptors, aquests senyals estan codificats amb les metadades del programa corresponent i el receptor les descodifica i reprodueix. En cas que el senyal del satèl·lit es bloquegi, a les zones urbanes solen haver-hi repetidors terrestres per mantenir la cobertura.

### Radio amateur
Els operadors de ràdio no professionals, també anomenats amateur, tenen accés a certs satèl·lits que han estat dissenyats específicament per aquest tipus de ràdio. La majoria d'aquests satèl·lits funcionen com repetidors espacials als quals accedeixen amb equip UHF (de l'anglès Ultra high frequency) o VHF (de l'anglès Very high frequency) de ràdio i antenes altament direccionals com les Yagis o les antenes parabòliques. A causa de l'alt cost de llançament de satèl·lits, els satèl·lits amateur actuals es queden en òrbites terrestres força baixes i estan dissenyats per només permetre un cert nombre de comunicacions breus cada vegada que es fa servir.

### Accés a Internet
Després de la dècada de 1990, la tecnologia de telecomunicacions es va fer servir per connectar-se a internet via banda ampla. Aquesta connexió és molt útil per aquells usuaris que es troben en zones aïllades o usuaris que requereixen una gran varietat de serveis disponibles.

### Ús militar
Els satèl·lits de comunicacions també es fan servir amb propòsits militars, com el sistema del Global Command and Control Systems que utilitza els Estats Units per proveir informació precisa, completa i a temps real. Un altre exemple de sistemes militars que fan servir satèl·lits són: MILSTAR, DSCS, FLTSATCOM (Estats Units), satèl·lits de l'Organització del Tractat de l'Atlàntic Nord (OTAN), Skynet (Regne Unit), satèl·lits de la Unió Soviètica i GSAT-7 (Índia). Els satèl·lits militars solen operar amb freqüències UHF i SHF, també anomenada banda X, o EHF (de l'anglès Extremely high frequency)